# Saint-Gervais-sous-Meymont
Saint-Gervais-sous-Meymont is een gemeente in het Franse departement Puy-de-Dôme (regio Auvergne-Rhône-Alpes) en telt 253 inwoners (2005). De plaats maakt deel uit van het arrondissement Ambert.

## Geografie
De oppervlakte van Saint-Gervais-sous-Meymont bedraagt 10,0 km², de bevolkingsdichtheid is 25,3 inwoners per km².
De onderstaande kaart toont de ligging van Saint-Gervais-sous-Meymont met de belangrijkste infrastructuur en aangrenzende gemeenten.

## Demografie
Onderstaande figuur toont het verloop van het inwonertal (bron: INSEE-tellingen).